# Ausflugsort zur Teichmühle

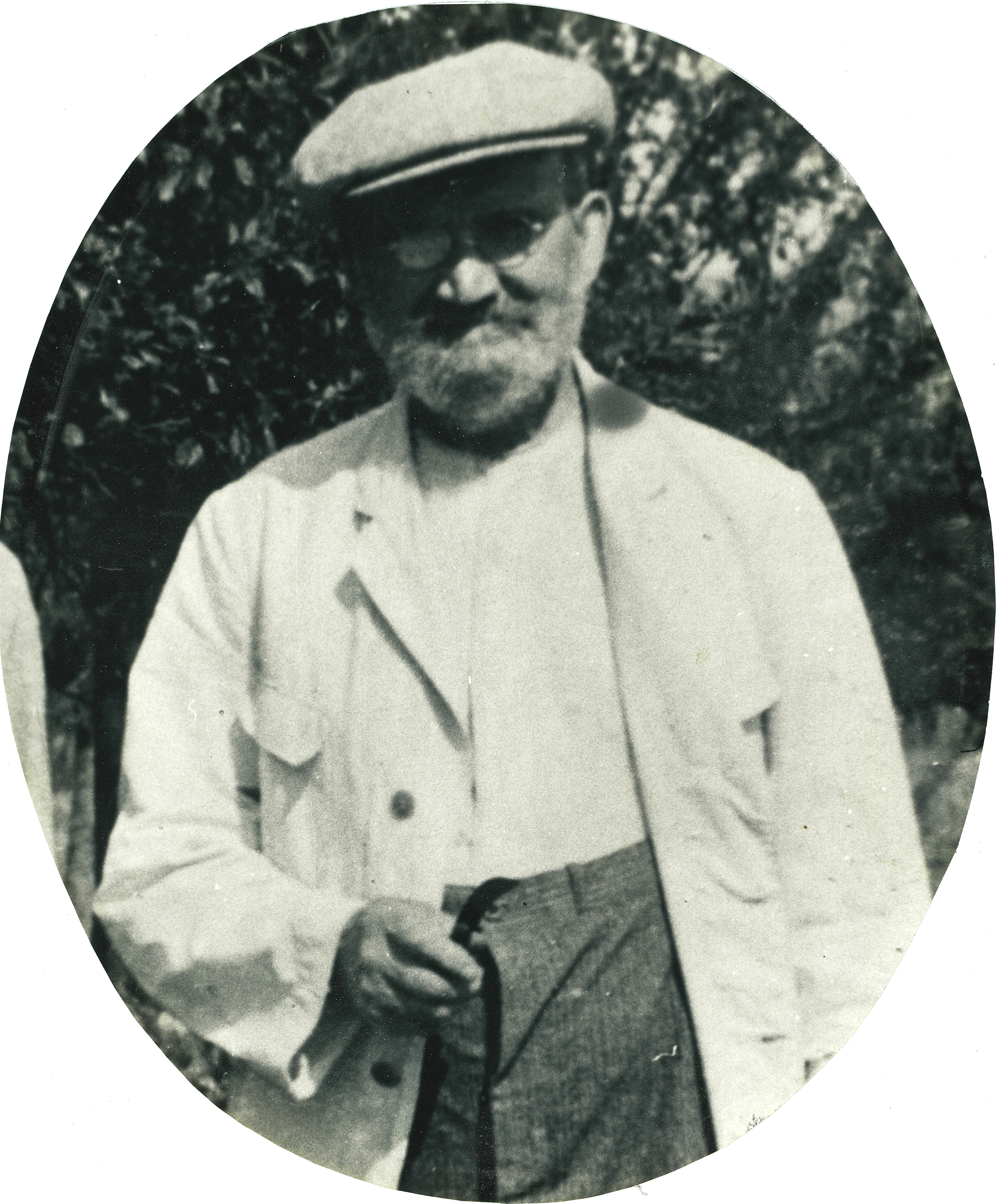
Otto Eckleben – Bauherr des Ausflugsortes

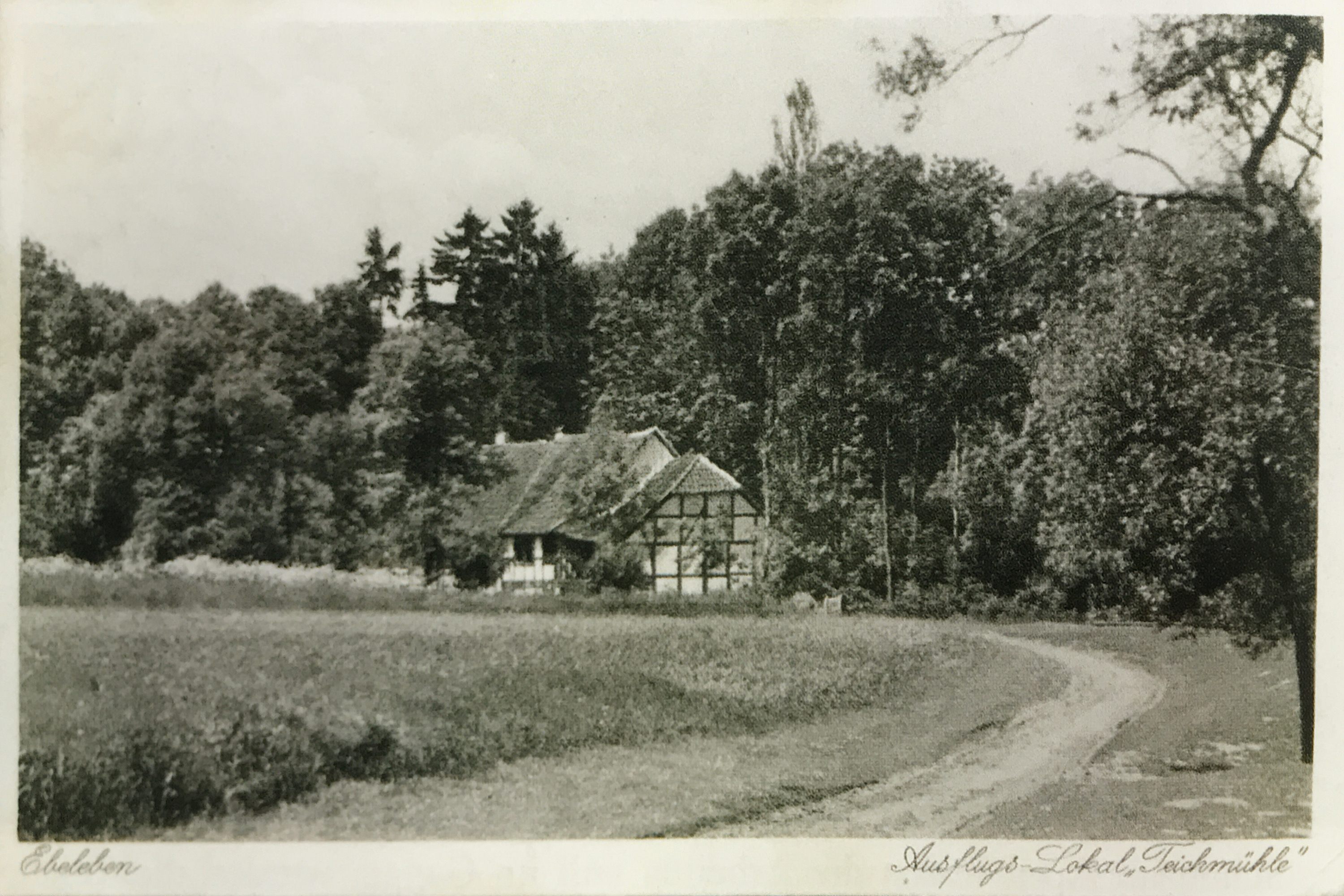
Ansichtskarte des Ausflugsortes zur Teichmühle

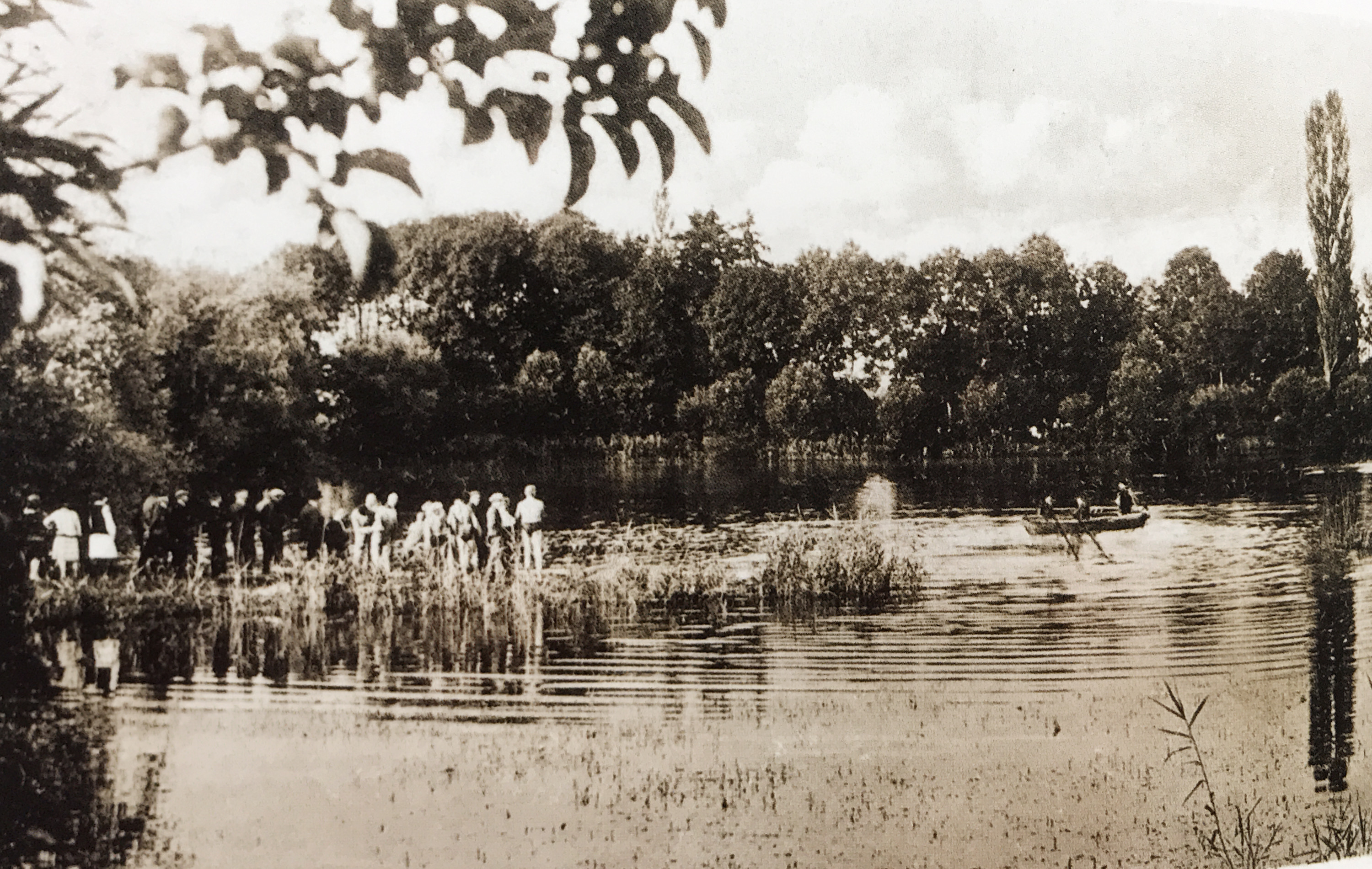
Das pittoreske Schwimmbassin am Mühlenteich

Der Ausflugsort zur Teichmühle war ab 1929 eine Bade- und Erholungsanstalt in dem Naturschutzgebiet der Ebelebener Teiche in Thüringen.

## Planung und Bau
Erste Ideen, eine Badeanstalt im Idyll der Ebelebener Teiche zu errichten, existierten seit langer Zeit. Mit der Verleihung des Stadtrechts im Jahre 1928 wurden die Forderungen nach einem Bad allerdings lauter. Im Januar 1929 versammelten sich erstmals zahlreiche Wassersportfreunde auf dem Ebelebener Ratskellersaal, um über ein derartiges Bauvorhaben zu sprechen. Interessen gab es auch aus den Nachbargemeinden Schlotheim, Holzsußra und Rockensußra. In der Folge kam es im März des gleichen Jahres bereits zur Gründungsversammlung des Schwimm- und Rudervereins in dem damaligen „Gasthaus zum Löwen“ in der Hauptstraße. Bereits nach kurzer Zeit waren über 90 Mitglieder in den Verein eingetreten.
Dem Bauunternehmer und Mäzen Otto Eckleben war es zu verdanken, dass in den turbulenten Jahren der Weltwirtschaftskrise das gesamte Bauprojekt finanziert und betrieben werden konnte. In der Stadt agierte die Familie Eckleben bereits seit vielen Jahrzehnten mit einer traditionsreichen Bäckerei, Landwirtschaft sowie beliebten Gastronomieeinrichtungen. Gewohnt und gearbeitet wurde im Fritz-Eckleben-Haus, welches zentral im Ebelebener Stadtzentrum liegt.
Bereits im April 1929 waren die Bauarbeiten in vollem Gange: Die Ebelebener Teiche wurden abgelassen und das neue Schwimmbassin gereinigt. Der Boden der Badeanstalt wurde vollständig gedielt. Die alte Teichmühle am „Mühlenteich“ wurde umfangreich ausgebaut und um großflächige Außenbereiche erweitert. Des Weiteren wurde für Tanzveranstaltungen ein großer und prächtig dekorierter Ballsaal errichtet. Durch den Bau der Gartenwirtschaft an der alten Teichmühle wurde die Badeanstalt zur Zierde der Teiche. Am 16. Juni 1929 erschienen nun die Schwimmvereine aus Sondershausen, Mühlhausen und Schlotheim, um gemeinsam mit dem Ebelebener Schwimm- und Ruderverein vom Markt aus nach der festlich geschmückten neuen Badeanstalt zu ziehen. Dort dankte der erste Vereinsvorsitzende für den Bau und Betrieb der Badeanstalt. Ein Pfarrer aus Rockensußra hielt die Weiherede.
Auf diese Art und Weise geriet die alte Teichmühle, deren Mühlrad sich schon etliche Jahre nicht mehr drehte, in den Brennpunkt des sportlichen und kulturellen Lebens. Seinerzeit stand auf den Türpfosten der Teichmühle der altbekannte Spruch: „Gott nehme dieses Haus in seine Hut und bewahre es vor Feuers Glut.“

## Nutzung bis 1945
Zu den wassersportlichen Vorführungen des Nachmittages gehörte ein Wettkampf der Gastvereine von Staffeln über 10 mal 50 Meter der Herren und 4 mal 50 Meter der Damen. Von dem drei Meter hohen Sprungbrett führten acht Herren ihre Künste vor, was die vielen Ebelebener Zuschauer begeisterte. Auch ein Kampf der Wasserballmanschaften von Sondershausen und Mühlhausen fand reges Interesse. Den Abschluss des Festes bildete ein Feuerwerk, das mit einer Spiegelung im Teich, auf dem mit Lampions geschmückte Gondeln fuhren, prachtvoll ausgesehen haben soll. Anschließend tanzte man bis Mitternacht im neuen Saale.
Doch es gab auch Gegner der neuen Badeanstalt. So kursierte im September 1929 das Gerücht in der Region, dass der Teich typhusverdächtig sei. Deshalb musste Emmerling, vereidigter Gerichts- und Handelschemiker aus Sondershausen, eine Analyse der Wasserqualität durchführen, deren Ergebnis „vorzüglich“ lautete. In den 1930er Jahren war der als Schwimmbad hergerichtete Teich ein beliebtes Ausflugsziel der Ebelebener. Den zahlreichen Badegästen standen Umkleidezellen im Gasthaus zur Verfügung und die Freunde des Ruderns und Paddelns konnten sich Boote ausleihen. In der abendlichen Zeit, wenn aus dem Ballsaal des Gasthauses die Musik über die Teiche schwebte, soll es am, auf und im Wasser recht romantisch gewesen sein. Überraschte aber ein Regen die Ausflügler, so wurden die Schuhe ausgezogen, die Hosen hochgekrempelt, dann watete man durch den aufgeweichten Boden nach Hause.
Mit dem Zweiten Weltkrieg endete der Betrieb vollständig, obwohl es immer wieder Bestrebungen gab, den Badebetrieb hier zu Zeiten der DDR wieder aufzunehmen. Mit der Planung des Schwimmbades westlich des Schlossparks in den 1960er Jahren waren diese Bestrebungen endgültig gescheitert. Bei diesem neuen Bauprojekt wirkte der Enkel von Otto Eckleben, Herbert Albert Eckleben, entscheidend mit. Nach zahlreichen Jahren der Verwahrlosung in den Ebelebener Teichen wurde der gesamte Ausflugsort zur Teichmühle mit allen Außenanlagen restlos abgerissen.

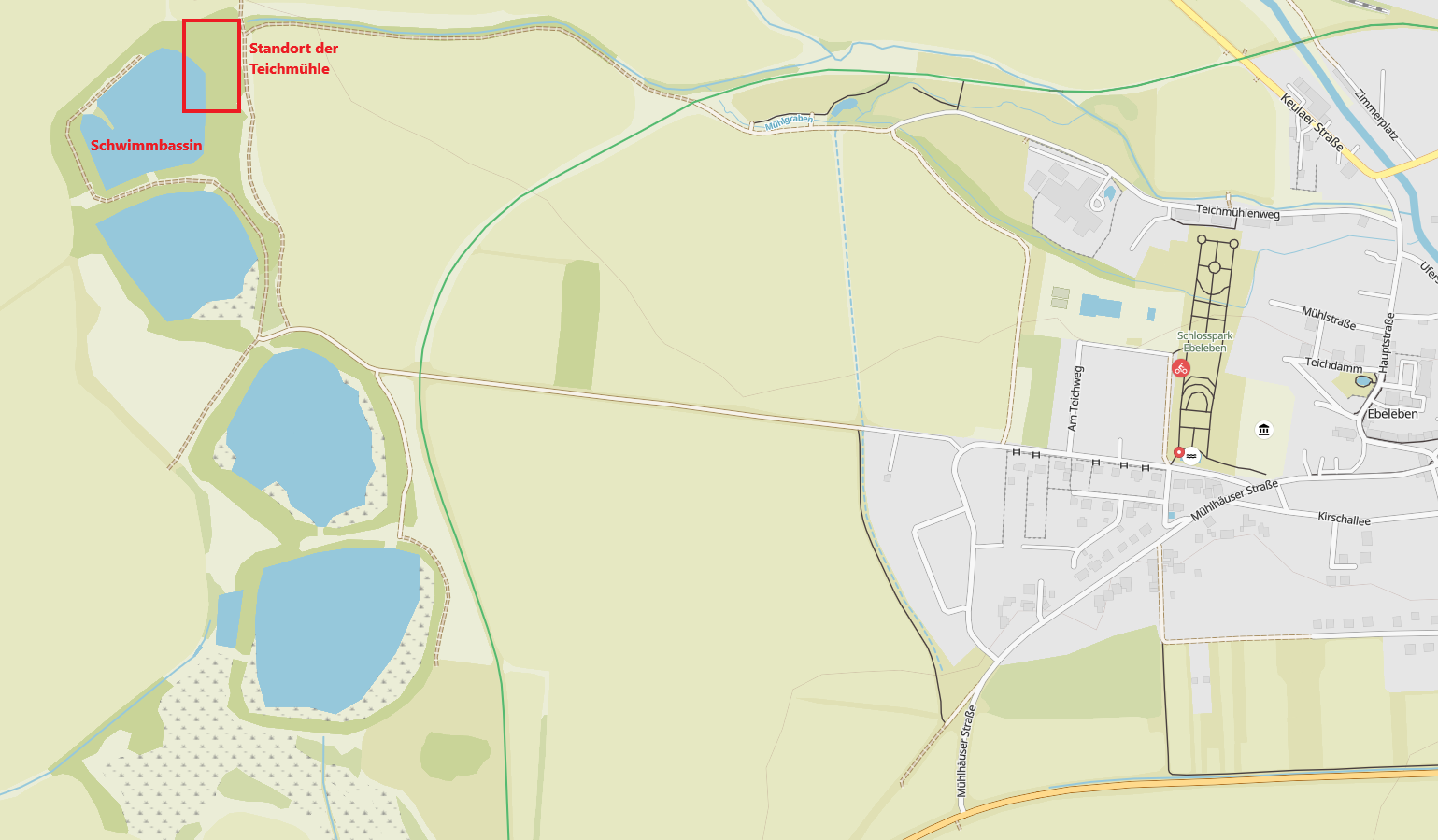
Standort des Ausflugsortes zur Teichmühle am nördlichen Mühlenteich, westlich von Ebeleben

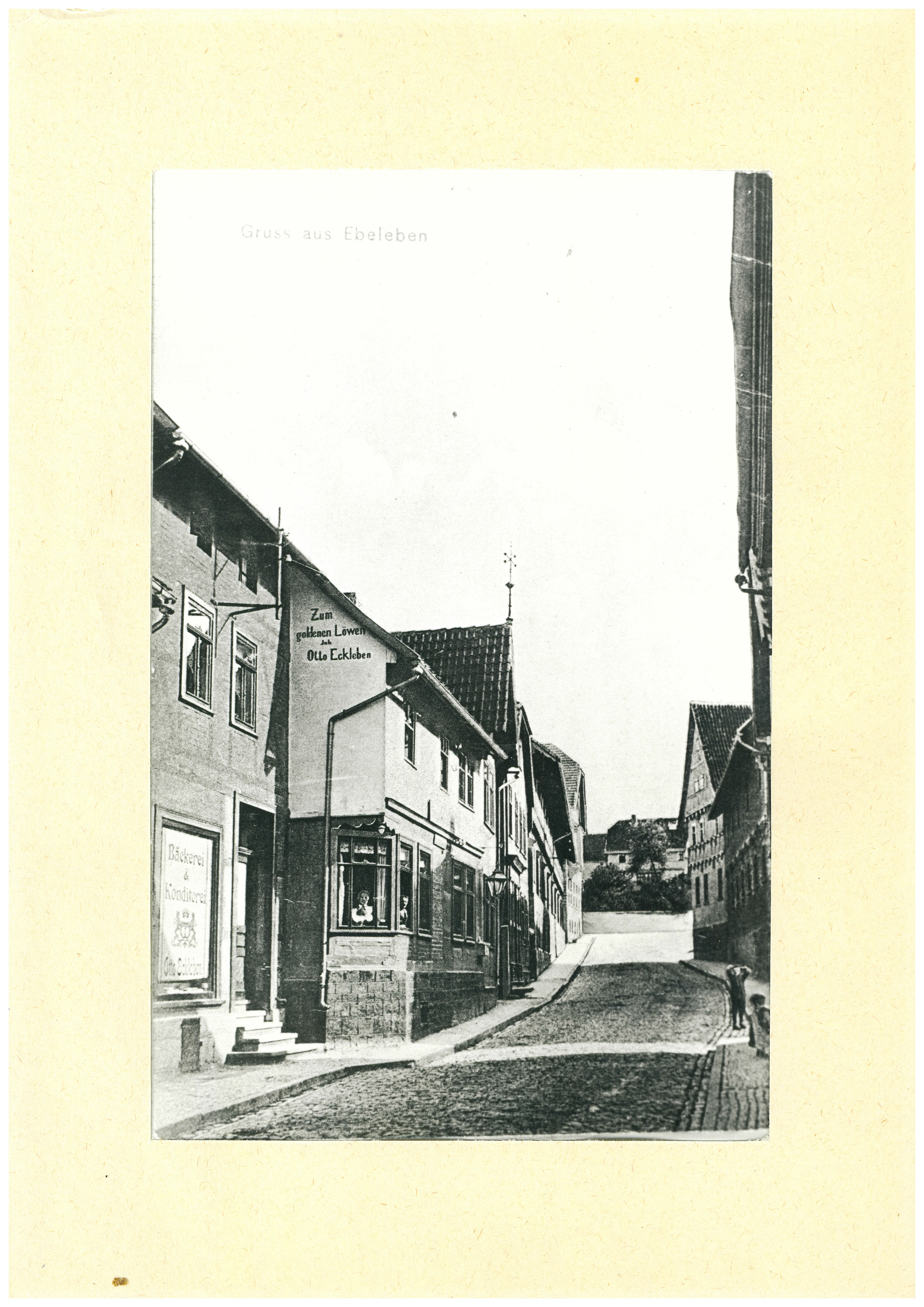
Die Gastwirtschaft „Zum Goldenen Löwen“ in Ebeleben – Inhaber Otto Eckleben
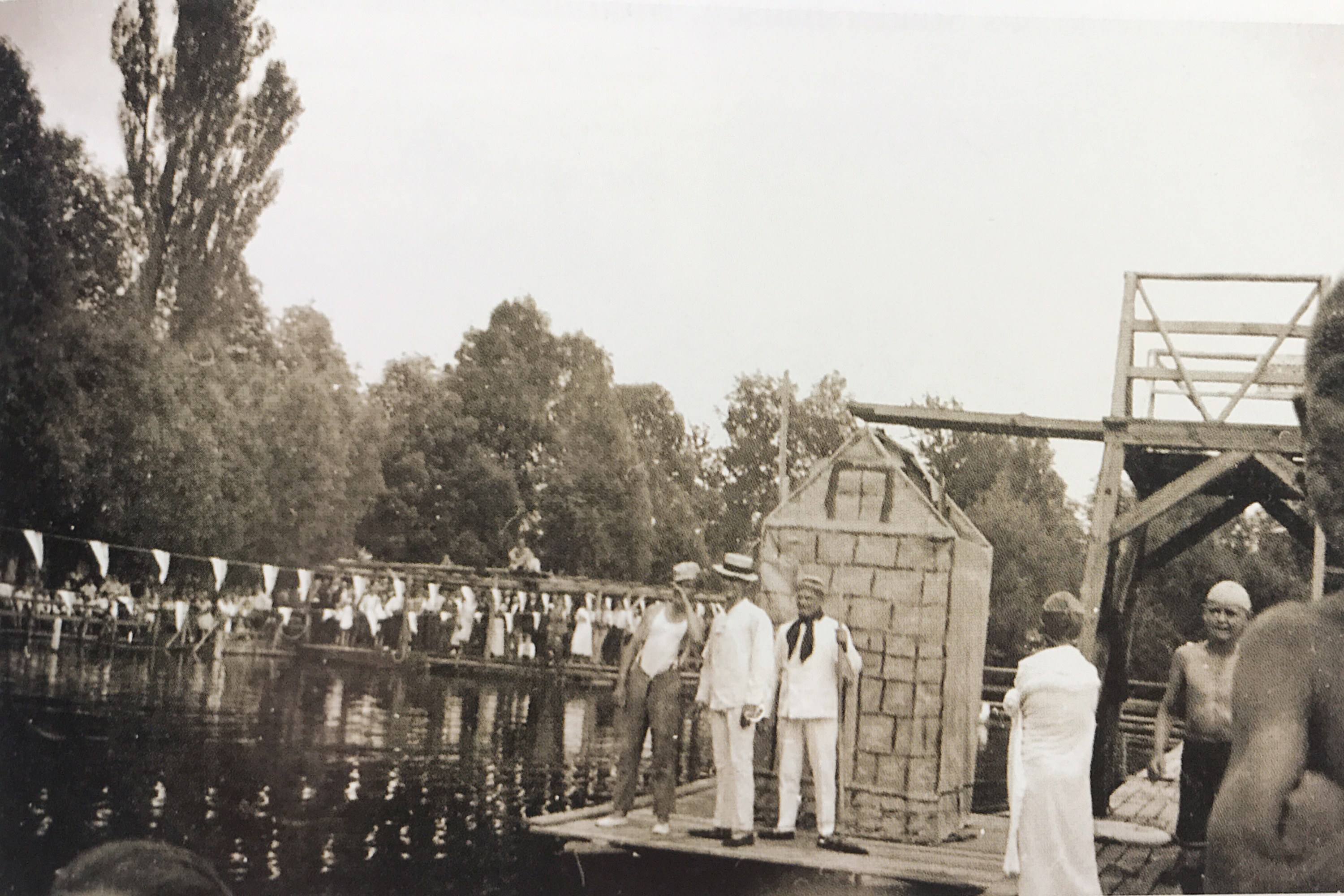
Die Eröffnungsfeier der Badeanstalt
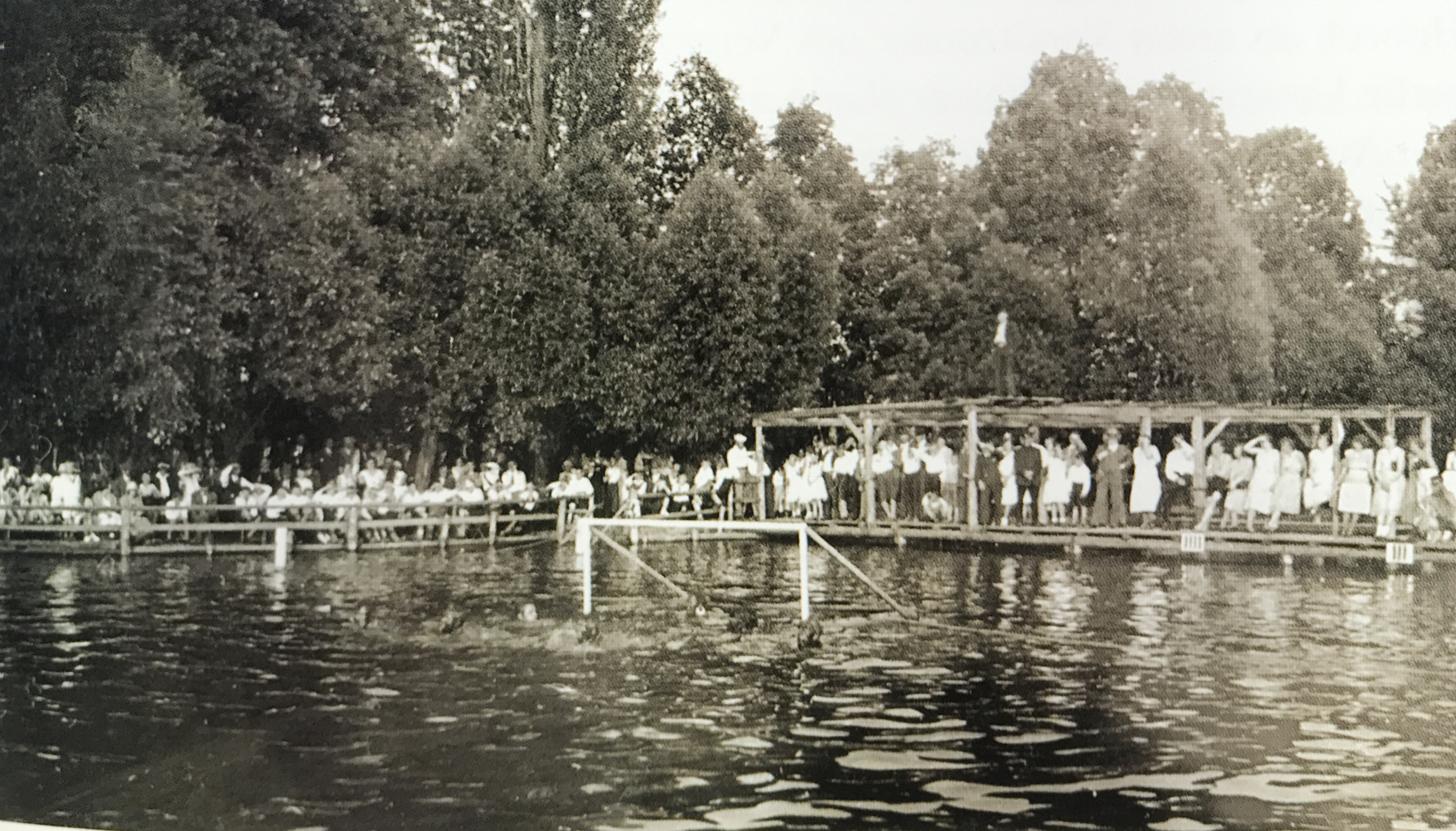
Wettkampfveranstaltungen an der Teichmühle
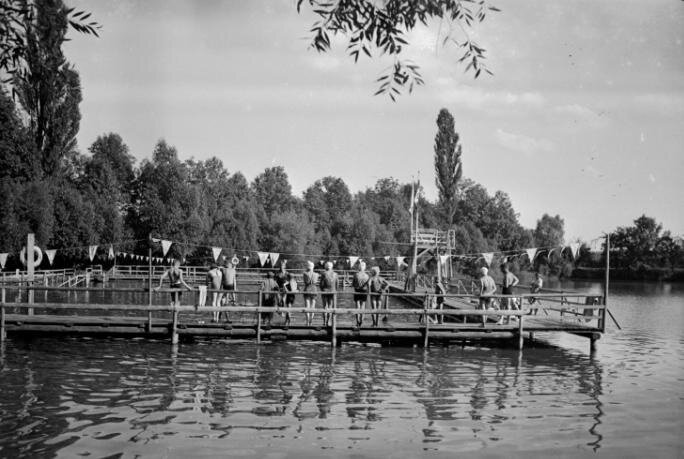
Um 1930